# Ted Ray (comediante)
Ted Ray (21 de noviembre de 1905  –  8 de noviembre de 1977) fue un popular comediante inglés de las décadas de 1950 y 1960. 

## Biografía
Nacido en Wigan, Inglaterra, su verdadero nombre era Charles Olden. Sus padres se mudaron a Liverpool pocos días después de nacer él. 
Como comediante en las décadas de 1940 y 1950 demostró su genio en su programa radiofónico semanal, Ray's A Laugh, entre 1949 y 1961.
Como artista de music hall, Ray solía tocar el violín de manera defectuosa como parte de sus interpretaciones. Hizo también papeles humorísticos en varios filmes británicos, destacando su actuación en Carry On Teacher. Quizás se le recuerda más por su papel en Ray's a Laugh, una comedia en la que estaba acompañado por la australiana Kitty Bluett, que interpretaba a su mujer. Muchos actores y actrices participaron en su momento en el show, entre ellos Peter Sellers, Fred Yule, Patricia Hayes, Kenneth Connor, Pat Coombs y Graham Stark. 
En 1940 y 1950 Ray fue el Rey Rata de la organización caritativa Grand Order of Water Rats. 
En los primeros años de la década de 1970 Ray presentó un show radiofónico en BBC Radio 2. Ted Ray también intentó triunfar en la televisión participando en Jackanory (un programa infantil) en los años sesenta y setenta. También formó parte de Jokers Wild, un concurso de los años 1971 a 1974 presentado por Barry Cryer y en el que solía participar Arthur Askey. 
Estuvo casado con una corista llamada Dorothy (Sybil) y tuvo dos hijos Robin Ray, una conocida personalidad de la televisión de las décadas de 1960 y 1970, y Andrew Ray, actor infantil en los años cincuenta con una larga carrera en el teatro, cine y televisión.  
Ted Ray falleció en Londres, Inglaterra, en 1977. Sus restos descansan en el Crematorio Golders Green de Londres.

## Filmografía
- Meet Me Tonight (1952)
- Escape by Night (1953)
- My Wife's Family (1956)
- Please Turn Over (1959)
- The Crowning Touch (1959)
- Carry On Teacher (1959)